# Gerhard Luyken
Gerhard Albert Walter Luyken (* 22. April 1911 in Saarbrücken; vermisst) war ein deutscher Politiker (NSDAP) und Landrat.

## Leben
Gerhard Luyken wurde als Sohn des Düsseldorfer Amtsgerichtsdirektors Ernst Luyken (* 1879) und dessen Ehefrau Emilie Müller (* 1885) geboren und absolvierte nach dem Abitur am Ludwigsgymnasium Saarbrücken ein Studium der Rechtswissenschaften an den Universitäten in Tübingen, München, Bonn und Göttingen.
Luyken engagierte sich politisch und trat zum 1. Mai 1932, noch vor dem Abschluss seines Studiums, in die NSDAP ein (Mitgliedsnummer 1.095.276) und wurde nach seinem Eintritt in die SA im November 1933 Truppführer.
Am Oberlandesgericht Celle legte er im Dezember 1932 sein erstes juristisches Staatsexamen ab und machte sein Referendariat bei der Justizverwaltung der Regierungskommission des Saargebietes, beim Oberlandesgericht Köln, der Bezirksregierung Kassel, dem Landratsamt Saarburg und dem Magistrat Eschwege. Nach dem zweiten Staatsexamen im Oktober 1936 wurde er zum Regierungsassessor ernannt und dem Landratsamt Randow zugewiesen. Im Jahr darauf kam er zur Bezirksregierung Düsseldorf. Zunächst im Juli 1938 zur kommissarischen Beschäftigung im Reichsinnenministerium berufen, wurde er dort am 27. September 1939 zum Regierungsrat ernannt. Im Mai 1940 wurde er zum Kriegsdienst einberufen, nach einer Verwundung zwischenzeitlich im Innenministerium beschäftigt und von April 1942 an als Oberleutnant der Reserve im Infanterie-Regiment 8 an der Ostfront eingesetzt. Am 2. Juni 1943 wurde ihm die kommissarische Verwaltung des Landratsamtes Hofgeismar übertragen. Am 1. September 1943 zum Hauptmann der Reserve ernannt, folgte die definitive Ernennung zum Landrat im Januar 1944.
Luyken starb vermutlich bei den Kämpfen an der Ostfront; er gilt als vermisst. Sein Nachfolger im Amt als Landrat war Karl Höner. 